# Nazha El Khalidi
Nazha El-Khalidi (Al-Aaiun, Sàhara Occidental, 27 de desembre de 1991) és una periodista i activista sahrauí, membre del col·lectiu Equipe Media.
El 21 d'agost de 2016 va ser detinguda a la platja de Fem Lwad per part de la Gendarmeria Reial després d'enregistrar la repressió d'una manifestació a favor de l'autodeterminació del Sàhara Occidental. Treballava com a corresponsal per a la televisió de la República Àrab Sahrauí Democràtica.
El 4 de desembre de 2018 va tornar a ser detinguda fent una emissió en directe per Facebook d'una altra manifestació, sent jutjada el 24 de juny del 2019, després d'un endarreriment i sense presència d'observadors internacionals.